# آینیکاب
آینیکاب (به لاتین: Aynikab) یک منطقهٔ مسکونی در روسیه است که در شهرستان لواشینسکی واقع شده‌است.